# Onde 2000
Onde 2000 est une équipe espagnole de Grand Prix moto engagée en championnat du monde en catégorie 125 cm3 pour la saison 2008, et en MotoGP pour le  championnat  2009.
L'équipe évoluera sous le nom Onde 2000 Ducati Team en 2009 et utilisera des motos Ducati Desmosedici.

## Histoire

### 2008
L'équipe est lancée début 2008, en engageant deux motos en catégorie 125 cm3. L'équipe engagea deux KTM, pilotées par Pablo Nieto et Raffaele De Rosa.

### 2009
Onde 2000 s'engagera en catégorie MotoGP en 2009 avec le pilote espagnol Sete Gibernau au guidon d'une Ducati Desmosedici. Ayant rencontré des problèmes de financement, l'équipe ne finira pas la saison et se retire après huit Grand Prix, Gibernau est alors 17e du championnat.